# Krems (district)
Het politieke district Bezirk Krems in de Oostenrijkse deelstaat Neder-Oostenrijk ligt in het noordoosten van het land, ten noordwesten van de hoofdstad Wenen en ten zuiden van de grens met Tsjechië. Het district bestaat uit een aantal gemeenten, die hieronder zijn opgesomd.

## Gemeenten en bijbehorende plaatsen
- Aggsbach
  - Aggsbach Markt, Groisbach Köfering, Willendorf in der Wachau
- Albrechtsberg an der Großen Krems
  - Albrechtsberg an der Großen Krems, Arzwiesen, Attenreith, Els, Eppenberg, Gillaus, Harrau, Klein-Heinrichschlag, Marbach an der Kleinen Krems, Purkersdorf
- Bergern im Dunkelsteinerwald
  - Geyersberg, Maria Langegg, Nesselstauden, Oberbergern, Paltmühl, Plaimberg, Scheiblwies, Schenkenbrunn, Unterbergern, Wolfenreith
- Droß
  - Droß, Droßeramt
- Dürnstein
  - Dürnstein, Dürnsteiner Waldhütten, Oberloiben, Rothenhof, Unterloiben
- Furth bei Göttweig
  - Aigen, Furth bei Göttweig, Klein-Wien, Oberfucha, Palt, Steinaweg, Stift Göttweig
- Gedersdorf
  - Altweidling, Brunn im Felde, Donaudorf, Gedersdorf, Schlickendorf, Stratzdorf, Theiß
- Gföhl
  - Felling, Garmanns, Gföhl, Gföhleramt, Großmotten, Grottendorf, Hohenstein, Lengenfelderamt, Litschgraben, Mittelbergeramt, Moritzreith, Neubau, Ober-Meisling, Rastbach, Reisling, Reittern, Seeb, Unter-Meisling, Wurfenthalgraben
- Grafenegg
  - Diendorf am Kamp, Engabrunn, Etsdorf am Kamp, Grafenegg, Grunddorf, Haitzendorf, Kamp, Sittendorf, Walkersdorf am Kamp
- Hadersdorf-Kammern
  - Hadersdorf am Kamp, Kammern
- Jaidhof
  - Eisenbergeramt, Eisengraben, Eisengraberamt, Jaidhof, Schiltingeramt, Schiltingeramt
- Krumau am Kamp
  - Eisenberg, Idolsberg, Krumau am Kamp, Krumauer Waldhütten, Preinreichs, Thurnberg, Tiefenbach, Unterdobrawaldhütten
- Langenlois
  - Gobelsburg, Langenlois, Mittelberg, Reith, Schiltern, Zeiselberg, Zöbing
- Lengenfeld
- Lichtenau im Waldviertel
  - Allentsgschwendt, Brunn am Wald, Ebergersch, Engelschalks, Erdweis, Gloden, Großreinprechts, Jeitendorf, Kornberg, Ladings, Lichtenau, Loiwein, Obergrünbach, Pallweis, Scheutz, Taubitz, Wietzen, Wurschenaigen
- Maria Laach am Jauerling
  - Benking, Felbring, Friedersdorf, Gießhübl, Haslarn, Hinterkogel, Hof, Kuffarn, Litzendorf, Loitzendorf, Maria Laach am Jauerling, Mitterndorf, Nonnersdorf, Oberndorf, Schlaubing, Thalham, Weinberg, Wiesmannsreith, Zeißing, Zintring
- Mautern an der Donau
  - Baumgarten, Hundsheim, Mautern an der Donau, Mauternbach
- Mühldorf
  - Amstall, Elsarn am Jauerling, Mühldorf, Niederranna, Oberranna, Ötz, Ötzbach, Povat, Trandorf
- Paudorf
  - Eggendorf, Höbenbach, Hörfarth, Krustetten, Meidling, Paudorf, Tiefenfucha
- Rastenfeld
  - Marbach im Felde, Mottingeramt, Niedergrünbach, Ottenstein, Peygarten-Ottenstein, Rastenberg, Rastenfeld, Sperkental, Zierings
- Rohrendorf bei Krems
  - Neustift an der Donau, Neuweidling, Oberrohrendorf, Unterrohrendorf
- Rossatz-Arnsdorf
  - Bacharnsdorf, Hofarnsdorf, Mitterarnsdorf, Oberarnsdorf, Rossatz, Rossatzbach, Rührsdorf, St. Johann im Mauerthale, St. Lorenz
- Schönberg am Kamp
  - Altenhof, Buchberger Waldhütten, Fernitz, Freischling, Kriegenreith, Mollands, Oberplank, Plank am Kamp, Raan, Schönberg, Schönberg-Neustift, See, Stiefern, Thürneustift
- Senftenberg
  - Imbach, Meislingeramt, Priel, Reichaueramt, Senftenberg, Senftenbergeramt
- Spitz
  - Gut am Steg, Schwallenbach, Spitz, Vießling
- St. Leonhard am Hornerwald
  - Obertautendorferamt, St. Leonhard am Hornerwald, Untertautendorferamt, Wilhalm, Wolfshoferamt
- Straß im Straßertale
  - Diendorf am Walde, Elsarn im Straßertal, Obernholz, Straß im Straßertale, Wiedendorf
- Stratzing
- Weinzierl am Walde
  - Großheinrichschlag, Habruck, Himberg, Lobendorf, Maigen, Neusiedl, Nöhagen, Ostra, Reichau, Stixendorf, Weinzierl am Walde, Wolfenreith
- Weißenkirchen in der Wachau
  - Joching, St. Michael, Weißenkirchen in der Wachau, Wösendorf in der Wachau